# 區域性巴士路線重組
區域性巴士路線重組（Area Approach Bus Route Rationalisation），是九巴與運輸署大力推動的一種巴士路線重組模式, 於《2013年施政報告》中提出的重點交通政策。根據九巴副董事總經理歐陽杞浚指出，區域性巴士路線重組跟以往按個別巴士路線進行重組的方式不同，「區域性模式」巴士路線重組主要是考慮到整個地區的巴士路線來檢視及重組巴士服務。

## 背景
因多年來巴士路線重組成效與速度不顯著，九巴於2012年開始大力推動利用整個地區作爲大型巴士路線重組。行政長官梁振英於2013年1月16日發佈的《2013年施政報告》中，指出政府將檢討巴士服務、改善路線、加強接駁功能及改善轉乘安排。兩天後，運輸及房屋局向立法會提交文件，表示運輸署及專營巴士公司將嘗試以「區域性模式」來檢視及重組巴士服務。
「區域性」巴士路線重組主要以整個地區的巴士路線作考慮，並透過以下方式重組巴士路線，務求達到善用資源、減輕巴士公司加價壓力以及減少路邊廢氣排放等目標：
1. 增加更多點對點的特快路線服務
2. 拉直迂迴路線，方便乘客更直接到達目的地
3. 興建大型轉車站在主要幹線收費廣場巴士轉車站、各區巴士總站及主要巴士車站設，並改善其配套及提供更多轉乘優惠，為乘客提供更多路線選擇
4. 整合、減少甚至取消使用量嚴重偏低的巴士路線、有替代交通工具而又與其他路線重疊的巴士路線，將騰出資源投放到新開辦或需求較高的巴士路線

## 重組進程
2013年
北區區域性巴士路線重組是首個進行「區域性模式」巴士路線重組的地區，運輸署於2013年上半年向北區區議會介紹及發表巴士路線重組計劃，期間經過多次熱烈討論及居民諮詢後,再作出多次修訂，最終於同年7月獲北區區議會獿得通過，並於同年8月起分階段實施重組計劃。
北區路線重組方案實施詳情
| 第一階段實施日期: 2013年8月17日 (星期六) | - 新增270B線[上水←→ 深水埗；星期一至五上下午繁忙時間服務, 假期除外]、270S線[尖沙咀東(麼地道)→上水,每日深夜服務至凌晨2時] - 270A線[上水←→ 尖沙咀東(麼地道)]南行服務將改經彌敦道 (近柏麗大道) - 73K、78K、79K、273A及278K線班次調整 - 新增273S線下午繁忙時間回程服務 - 78K線早上特別班次改往華明 |
| 第二階段實施日期：2013年8月24日 (星期六) | - 277X線與70X線合併為277X線 - 277X東九龍總站改為藍田站 - 新增277P[上水(天平) ←→藍田站（經粉嶺、新蒲崗及彩虹）] 及特快路線277E [上水(天平) ←→藍田站（不經粉嶺，星期一至六，早晚繁忙時間服務）] - 早上繁忙時間單向服務路線74C[大埔九龍坑→觀塘碼頭] 70K、73、73A、76K、77K路線改動                |
| 第三階段實施日期：2013年9月7日 (星期六)  | - 373A線改為全日服務，經大欖隧道往返中上環、金鐘及灣仔，並優化於灣仔區的行車路線 - 373線傍晚北行班次改由中環出發，經東區走廊及東區海底隧道 - 通宵路線N76及N270重組為N73(大埔中心←→落馬洲總站)                                                                                                  |

2014年
其後，行政長官梁振英亦在《2014年施政報告》中，再度提及政府將繼續推動「區域性模式」巴士路線重組，而九巴亦表示計劃在2014年於大埔、沙田、元朗及葵青四個地區展開區域性巴士路線重組，其中大埔及沙田區的重組方案已於2014年7月完成向當區區議會的諮詢程序，並陸續實施相關方案。在2015年1月10日， 青沙公路轉車站正式啟用， 進一步優化沙田，馬鞍山，大埔區區域性巴士路線重組，令巴士網絡覆蓋更為廣泛。
以下九巴巴士路線使用青沙公路轉車站：
- 286X全日服務 [顯徑→深水埗(循環線)]
- 287X全日服務 [博康→佐敦(循環線)]
- 280X全日服務 [穗禾苑 ←→尖東麼地道]
- 249X早晚繁忙時間雙向服務 [沙田市中心 ←→青衣站]
- 270B早上繁忙時間單向往市區[上水→深水埗]及晚上繁忙時間單向往上水[深水埗→上水]
- 270P早上繁忙時間單向往市區 [上水→九龍站]
- 286C早上繁忙時間單向往市區[利安 →深水埗]及晚上繁忙時間單向往馬鞍山 [深水埗→利安 ]
- 286P早上繁忙時間單向往市區 [美松苑→長沙灣]
- 272P 早上繁忙時間單向往市區 [富亨→葵興站]
- 240X早上繁忙時間單向往市區 [黃泥頭→葵興站]
- 272X早上繁忙時間單向往市區 [大埔中心→旺角]

2015年
九巴亦計劃於2015年展開九龍區五區（深水埗、油尖旺、九龍城、黃大仙及觀塘區）的區域性巴士路線重組，初步建議將部份行走市區繁忙路段（如：太子道西、太子道東、長沙灣道及觀塘道等）的巴士路線改為途經西九龍走廊及觀塘繞道等行車速度較高的主要幹線道路，使有關繁忙路段能夠減少10%至15%巴士路線，共約100輛巴士行走。從而改善減少虧蝕巴士路線及改善市區道路擠塞及空氣污染。

## 爭議
在推行區域性巴士路線重組過程中頗有爭議，九巴在北區區域性巴士路線重組初期與區議會不停拉鋸，認爲進度緩慢。九巴副董事總經理歐陽杞浚多次評論不希望整體重組或需十年時間才能完成。亦有評論認為，有關當局於近年港鐵因載客量未能應付乘客增長，導致港鐵嚴重擠迫的情況下，仍繼續推行區域性巴士路線重組以減少專營巴士的車隊配額；並以紓緩路面交通擠塞情況為由推行區域性巴士路線重組，但同時任由私家車數目增長，使私家車於部份主要幹線（如：東區海底隧道）的使用率增加；使公共交通載客量不勝負荷的情況繼續惡化之餘，亦無助解決路面交通擠塞問題。政策沒有降低私家車數量，反而減少巴士路線及班次，不但沒有解決擠塞，香港中下階層卻要承擔私家車增長的後果。亦有九巴員工於網上透露各區推行區域性巴士路線重組實際目的為減少車隊數目，以節省營運開支。亦間接導致北區區域性巴士路線重組實施後，部份巴士路線服務供不應求。